# АЕС Санта-Марія-де-Гаронья
АЕС Санта-Марія-де-Гаронья (ісп. Central nuclear Santa María de Garoña) - атомна електростанція на півночі Іспанії, остаточно зупинена 2 серпня 2017 року.
АЕС розташована на березі річки Ебро біля містечка Санта-Марія-де-Гаронья в муніципалітеті Вальє-де-Тобаліна провінції Бургос за 58 км на південний захід від міста Віторія-Гастейс.
До складу АЕС входить один реактор типу BWR (киплячий водяний реактор) компанії General Electric потужністю 466 МВт.
АЕС була відкрита в 1971 році. Виведення з експлуатації АЕС мала відбутися 5 липня 2009 року, якби дія ліцензії щодо продовження терміну служби не було відновлено. Компанія Nuclenor оператор АЕС домоглася десятирічного продовження, яке було підтримано Радою з ядерної безпеки Іспанії (CSN), незважаючи на політику Іспанії поетапної відмови від ядерної енергетики. 2 липня 2009 року Міністерство промисловості, туризму та торгівлі пішло на компроміс, продовживши дію ліцензії оператора АЕС на додаткові чотири роки

## Інформація по енергоблокам
| Реактор                | Тип реактора | Потужність (нетто) | Потужність (брутто) | Початок будівництва | Фізпуск    | Підключення до мережі | Введення в експлуатацію | Завершення експлуатації |
| ---------------------- | ------------ | ------------------ | ------------------- | ------------------- | ---------- | --------------------- | ----------------------- | ----------------------- |
| Санта-Марія-де-Гаронья | BWR-3        | 446 МВт            | 466 МВт             | 01.09.1966          | 05.11.1970 | 02.03.1971            | 11.05.1971              | 06.07.2013              |